# NGC 2839
NGC 2839 é uma galáxia elíptica (E-S0) localizada na direcção da constelação de Lynx. Possui uma declinação de +33° 39' 04" e uma ascensão recta de 9 horas, 20 minutos e 36,3 segundos.
A galáxia NGC 2839 foi descoberta em 13 de Março de 1850 por William Parsons.